# Наука в Докторе Кто
Наука в Докторе Кто — телевизионная лекция британского физика Брайана Кокса, посвящённая природе пространства и времени в контексте научно-фантастического сериала Доктор Кто.  
В своей лекции Кокс рассмотрел такие темы, как природа чёрных дыр, релятивистское замедление времени, время как измерение, в котором возможны перемещения, а также вероятность существования внеземной жизни. Лекция проходила в лекционном зале Королевского института рядом с ТАРДИС.  
В программе также участвовал Мэтт Смит, исполнивший роль Одиннадцатого Доктора. Трансляция лекции состоялась на канале BBC Two 14 ноября 2013 года.